# Henrik Dam

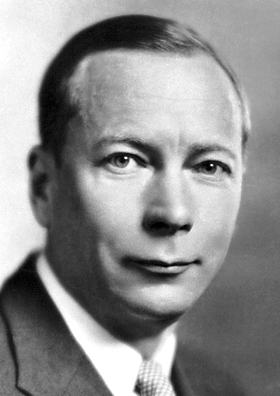
Henrik Dam

Carl Peter Henrik Dam (* 21. Februar 1895 in Kopenhagen, Dänemark; † 17. April 1976 ebenda) war ein dänischer Physiologe, Biochemiker und Nobelpreisträger.

## Leben
Dam erwarb 1920 seinen Abschluss in Chemie am Polytechnischen Institut in Kopenhagen und ging dann als Assistent und Chemiedozent an die Königliche Veterinär- und Landwirtschaftsuniversität in Kopenhagen, 1923 als Assistent und Biochemiedozent am Physiologischen Labor der Abteilung für Biochemie und Physiologie der Universität Kopenhagen. 1925 studierte er Mikrochemie in Graz bei Fritz Pregl und wurde 1928 Assistenzprofessor, 1929 Assoziierter Professor am Institut für Biochemie der Kopenhagener Universität. Mit einer Arbeit über die biologische Bedeutung der Sterine erwarb er 1934 den Ph.D. in Biochemie.
1932–1933 ging Dam zur Fortsetzung der Arbeiten über den Metabolismus der Steroide nach Freiburg im Breisgau zu Rudolph Schönheimer, 1935 zu Paul Karrer (Zürich).
Während einer Vortragsreise in Kanada und den USA 1940–1941 erfolgte die Okkupation Dänemarks durch deutsche Truppen (April 1940). 1942–1945 arbeitete er als Forscher an der University of Rochester (Rochester (New York)) und anschließend am Rockefeller Institute for Medical Research (heute Rockefeller University). In Abwesenheit bekam er einen Ruf als Professor für Biochemie an das Polytechnische Institut Kopenhagen, Dam kehrte aber erst nach Kriegsende 1946 nach Kopenhagen zurück. 1956–1962 war er Leiter der Biochemie des Dänischen Fettforschungsinstituts.
Dam publizierte 315 Fachartikel und war Mitglied zahlreicher wissenschaftlicher Vereinigungen.

## Wissenschaftliche Bedeutung
Bei seinen Arbeiten über den Sterolmetabolismus bei Hühnern in Kopenhagen entdeckte er das Vitamin K. Bei der Verfütterung einer cholesterin-freien Ration begannen bei den Tieren massive Blutungen (Hämorrhagien). In der Folge untersuchte er Isolation und Reinigung (zusammen mit Karrer), die chemischen und physikalischen Eigenschaften und die biologische Funktion des neu entdeckten Vitamins. 1941 veröffentlichte er auch seine Forschungsergebnisse zum Vitamin E.
Für die Entdeckung des Vitamin K erhielt er 1943 gemeinsam mit Edward Adelbert Doisy den Nobelpreis für Medizin.
1960 verlieh ihm die Deutsche Gesellschaft für Fettwissenschaft die Wilhelm-Normann-Medaille.